# Canton de Gennevilliers
Le canton de Gennevilliers est une circonscription électorale française du département des Hauts-de-Seine qui a existé de 1967 à 1984 et qui a été recréée par le décret du 26 février 2014. 
Elle tient lieu de circonscription d'élection des conseillers départementaux et entre en vigueur lors des élections départementales de 2015.

## Histoire

### Département des Hauts-de-Seine
Dans le cadre de la mise en place du département des Hauts-de-Seine, le canton de Gennevilliers, comprenant la seule commune de Gennevilliers, est créée par le décret du 20 juillet 1967.
Le canton est scindé en deux par le décret du 24 décembre 1984, qui crée à sa place les cantons de Gennevilliers-Sud et de Gennevilliers-Nord.
Un nouveau découpage territorial des Hauts-de-Seine entre en vigueur à l'occasion des premières élections départementales suivant le décret du 26 février 2014. Les conseillers départementaux sont, à compter de ces élections, élus au scrutin majoritaire binominal mixte. Les électeurs de chaque canton élisent au Conseil départemental, nouvelle appellation du Conseil général, deux membres de sexe différent, qui se présentent en binôme de candidats. Les conseillers départementaux sont élus pour 6 ans au scrutin binominal majoritaire à deux tours, l'accès au second tour nécessitant 12,5 % des inscrits au 1er tour. En outre la totalité des conseillers départementaux est renouvelée. Ce nouveau mode de scrutin nécessite un redécoupage des cantons dont le nombre est divisé par deux avec arrondi à l'unité impaire supérieure si ce nombre n'est pas entier impair, assorti de conditions de seuils minimaux. Dans les Hauts-de-Seine, le nombre de cantons passe ainsi de 45 à 23.
Dans ce cadre, le canton de Gennevilliers est recréé. Il est désormais formé des communes des anciens cantons de Gennevilliers-Sud,  Gennevilliers-Nord (1 commune répartie entre ces deux cantons) et de Villeneuve-la-Garenne (1 commune). Il est entièrement inclus dans l'arrondissement de Nanterre. Le bureau centralisateur est situé à Gennevilliers.

## Représentation

### Représentation avant 2015
| Période | Période | Identité           | Étiquette | Qualité                                                                                     |
| ------- | ------- | ------------------ | --------- | ------------------------------------------------------------------------------------------- |
| 1967    | 1985    | Lucien Lanternier, | PCF       | Ajusteur Maire de Gennevilliers (1973 → 1987) Membre du comité central du PCF (1956 → 1976) |

### Représentation depuis 2015
| Période élective | Période élective | Mandat | Mandat   | Identité        | Nuance | Nuance | Qualité |
| ---------------- | ---------------- | ------ | -------- | --------------- | ------ | ------ | --- |
| 2015             | 2021             | 2015   | 2021     | Elsa Faucillon  |        | PCF    | Employée du secteur privé Conseillère municipale de Gennevilliers (2014-2017) Députée de la 1re circonscription des Hauts-de-Seine (depuis 2017)                                                 |
| 2015             | 2021             | 2015   | 2021     | Gabriel Massou  |        | PCF    | Professeur de mécanique Président du groupe communiste au conseil départemental (2015-2021) Conseiller municipal de Villeneuve-la-Garenne Ancien conseiller régional d'Île-de-France (1998-2015) |
| 2021             | 2028             | 2021   | en cours | Denis Datcharry |        | PCF    | Consultant en recrutement, Villeneuve-la-Garenne |
| 2021             | 2028             | 2021   | en cours | Nadia Mouaddine |        | PCF    | Conseillère municipale de Gennevilliers (depuis 2014) |

### Résultats détaillés

#### Élections de mars 2015
À l'issue du 1er tour des élections départementales de 2015, deux binômes sont en ballottage : Elsa Faucillon et Gabriel Massou (FG, 44,03 %) et Tommy Anou et Lucia Laporte (FN, 19,45 %). Le taux de participation est de 37,16 % (12 451 votants sur 33 507 inscrits) contre 46,11 % au niveau départemental et 50,17 % au niveau national.
Au second tour, Elsa Faucillon et Gabriel Massou (FG) sont élus avec 75,94 % des suffrages exprimés et un taux de participation de 38,71 % (9 195 voix pour 12 971 votants et 33 507 inscrits).

#### Élections de juin 2021
Le premier tour des élections départementales de 2021 est marqué par un très faible taux de participation (33,26 % au niveau national). Dans le canton de Gennevilliers, ce taux de participation est de 22,41 % (8 046 votants sur 35 906 inscrits) contre 35,09 % au niveau départemental. À l'issue de ce premier tour, deux binômes sont en ballottage : Denis Datcharry et Nadia Mouaddine (PCF, 52,29 %) et Patricia Lagarde et Christophe Versini (RN, 11,82 %).
Le second tour des élections est marqué une nouvelle fois par une abstention massive équivalente au premier tour. Les taux de participation sont de 34,36 % au niveau national, 37,05 % dans le département et 23,07 % dans le canton de Gennevilliers. Denis Datcharry et Nadia Mouaddine (PCF) sont élus avec 83,21 % des suffrages exprimés (6 422 voix pour 8 287 votants et 35 921 inscrits),,. 

## Composition

### Composition de 1967 à 1984
Le premier canton de Gennevilliers était composé de la seule commune de Gennevilliers.

### Composition depuis 2015
Le nouveau canton de Gennevilliers comprend deux communes entières.
| Nom                                   | Code Insee | Intercommunalité         | Superficie (km2) | Population (dernière pop. légale) | Densité (hab./km2) | Modifier                                    |
| ------------------------------------- | ---------- | ------------------------ | ---------------- | --------------------------------- | ------------------ | ------------------------------------------- |
| Gennevilliers (bureau centralisateur) | 92036      | Métropole du Grand Paris | 11,64            | 50 874 (2022)                     | 4 371              | modifier les données · modifier les données |
| Villeneuve-la-Garenne                 | 92078      | Métropole du Grand Paris | 3,20             | 25 566 (2022)                     | 7 989              | modifier les données · modifier les données |
| Canton de Gennevilliers               | 9214       |                          | 14,84            | 76 440 (2022)                     | 5 151              | modifier les données                        |

## Démographie
En 2022, le canton comptait 76 440 habitants, en évolution de +7,81 % par rapport à 2016 (Hauts-de-Seine : +2,75 %, France hors Mayotte : +2,11 %).
| 2013   | 2018   | 2022   |
| ------ | ------ | ------ |
| 68 685 | 71 725 | 76 440 |